# Lenore
Lenore är en tecknad serie av Roman Dirge och handlar om en liten död flicka. Hon har sina döda vänner som hon umgås med, t.ex. Mr. Gosh. Hon vill ofta väl och tror att hon gör rätt, även om det kan se annorlunda ut för läsaren. Återkommande genom serien är att författaren skriver och tolkar om klassiska barnsånger, lekar och ramsor till mörkare och mer makabra versioner. I en historia råkar Lenore exempelvis döda Påskharen.
Lenore har även en "vän" som heter Ragamuffin. Han är egentligen en vampyr som dödade/åt upp en häxas syster vilket ledde till att häxan förvandlade Ragamuffin till ett gosedjur. Ragamuffin kan bara bli sig själv genom att få en droppe blod på sig. Av en händelse råkar Lenore droppa blod på honom, men eftersom Lenore är död så ger inte blodet full verkan. Han kan röra sig igen och prata, men han har inte sin riktiga kropp utan ser fortfarande ut som ett gosedjur.Lenore har en till vän som heter Uppstoppad (taxidermy).[källa behövs]
Lenore har flera gånger försökt att göra sig av med den s.k. Mr. Gosh som har förälskat sig i henne men varje gång återuppstår han på något sätt och det driver henne till vansinne.[källa behövs]

## Edgar Allan Poe
Lenores namn är troligen taget från 1800-talspoeten Edgar Allan Poes verk. Namnet nämns bland annat i den kända dikten Korpen, The Raven, och i dikten som heter just "Lenore". Samhället som Lenore lever i heter dessutom Nevermore, vilket är samma som i "Korpen".

## Gottfried August Bürger
Det är dock mer sannolikt att namnet Lenore härstammar från den tyske 1700-talspoeten, Gottfried August Bürger. "Lenore" (på svenska Leonora eller Spökbruden) är titeln på en dikt skriven i balladform av Bürger. Detta verk ses för övrigt som en av tidens mer präglande vampyrgestaltningar. Man kan därmed också anta att det var därifrån som Edgar Allan Poe hämtade namnet i sin tur.[källa behövs]